# Гатальский, Анатолий Михайлович
Анатолий Михайлович Гатальский (род. 1 февраля 1954, Гомель) — советский и белорусский тренер по греко-римской борьбе, заслуженный тренер Белорусской ССР.

## Биография
Родился в 1954 году. Мастер спорта СССР. Работал тренером в Гомельском государственном училище олимпийского резерва.
Среди учеников: призер чемпионатов Европы Игорь Петренко.

## Награды и звания
- Заслуженный тренер Республики Беларусь (1994)